# Rakelstreifen

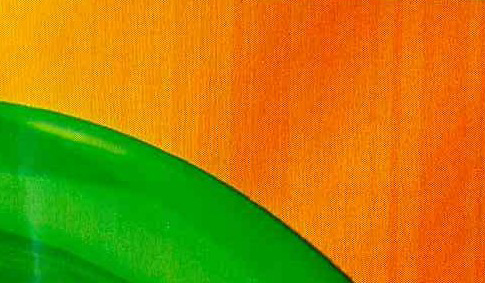
Rakelstreifen im Tiefdruck

Rakelstreifen sind Streifen oder Striche im Druckbild, die dem Rakelhub (oszillierende Bewegung) folgen. Sie entstehen durch harte Fremdkörper, die sich zwischen Rakel und Druckformzylinder oder in den Näpfchen festgesetzt haben und dadurch die Rakelfase beschädigen. An der Rakelfase entstehen kleine Beschädigungen, so dass die Rakel an diesen Stellen nicht mehr sauber abrakeln kann. Eine weitere Ursache für Rakelstreifen kann eine Agglomeratbildung aufgrund zu schneller Zugabe größerer Mengen an Lösemittel sein. Dabei werden die Bindemittel von den Pigmentteilchen gelöst, die sich anschließend zu einem festen Agglomerat verbinden können. Rakelstreifen werden behoben, indem man die beschädigte Rakel durch eine neue ersetzt.
Im Bereich Tiefdruck wird nach positiven, als auch negativen Rakelstreifen unterschieden.
Positive Rakelstreifen sind durchgängig, sowohl in den gravierten Bereichen des Druckzylinders, als auch in den nicht gravierten Bereichen zu sehen. Meist sind für dieses Problem Verunreinigungen in der Farbe oder mangelhafte Ausrüstungsgegenstände, wie z. B. die Farbtanks, Anbauteile oder veraltete Filter verantwortlich.
Bei Negativen Rakelstreifen hat man das Problem von durchgängigen Fehlstellen im bedruckten Bereich. Sie betreffen einzelne Drucknäpfchen und kommen immer in Drucklaufrichtung vor. Dieses Problem tritt durch Fremdpartikel, die unter der Rakelfase klemmen, auf.